# Филлипс, Джейлан
Джейлан Эверетт Филлипс (англ. Jaelan Everett Phillips, 28 мая 1999, Редлендс, Калифорния) — профессиональный американский футболист, выступающий на позиции ди-энда в клубе НФЛ «Майами Долфинс». На студенческом уровне играл за команды УКЛА и университета Майами. На драфте НФЛ 2021 года был выбран в первом раунде под общим восемнадцатым номером.

## Биография
Джейлан Филлипс родился 28 мая 1999 года в Редлендсе в Калифорнии. Один из двух детей в семье Джонатана и Сабины Филлипсов. Он учился в старшей школе Редлендс Ист Вэлли, играл за её футбольную команду на позиции ди-энда. В выпускной год он был признан Игроком года в защите в дивизионе, принимал участие в матче всех звёзд школьного футбола. На момент окончания школы Филлипс занимал третье место в национальном рейтинге лучших молодых игроков канала ESPN, сайт Scout ставил его на первое место среди ди-эндов и на второе место среди лучших игроков Калифорнии. В январе 2017 года он поступил в Калифорнийский университет в Лос-Анджелесе.

### Любительская карьера
В футбольном турнире NCAA Филлипс дебютировал в сезоне 2017 года, сыграв в семи матчах. В 2018 году он принял участие в четырёх играх. Играя на позиции внешнего лайнбекера, он за два сезона карьеры сделал 41 захват и 4,5 сэка. Он перенёс несколько сотрясений мозга и в декабре 2018 года покинул команду по медицинским показаниям. В феврале 2019 года Филлипс объявил о своём переходе в университет Майами. После этого один сезон он пропустил по правилам NCAA. В составе «Майами Харрикейнс» он дебютировал в 2020 году, сразу став одним из лидеров защиты. В десяти матчах сезона Филлипс сделал 15,5 захватов с потерей ярдов и восемь сэков. По итогам турнира он претендовал на приз Беднарика лучшему защитнику студенческого футбола, а Ассоциация тренеров по американскому футболу включила его в сборную звёзд сезона.

#### Статистика выступлений в NCAA
| Сезон | Команда           | Игры | Захваты | Захваты | Захваты | Захваты | Захваты | Перехваты | Перехваты | Перехваты | Перехваты | Перехваты | Фамблы | Фамблы | Фамблы | Фамблы |
| Сезон | Команда           | Игры | Solo    | Ast     | Tot     | Loss    | Sk      | Int       | Yds       | Y/R       | TD        | PD        | FR     | Yds    | TD     | FF     |
| ----- | ----------------- | ---- | ------- | ------- | ------- | ------- | ------- | --------- | --------- | --------- | --------- | --------- | ------ | ------ | ------ | ------ |
| 2017  | УКЛА Брюинз       | 7    | 16      | 5       | 21      | 7,0     | 3,5     | 0         | 0         | 0,0       | 0         | 2         | 0      | 0      | 0      | 0      |
| 2018  | УКЛА Брюинз       | 4    | 12      | 8       | 20      | 1,0     | 1,0     | 0         | 0         | 0,0       | 0         | 0         | 0      | 0      | 0      | 0      |
| 2019  | Майами Харрикейнс | —    | —       | —       | —       | —       | —       | —         | —         | —         | —         | —         | —      | —      | —      | —      |
| 2020  | Майами Харрикейнс | 10   | 21      | 24      | 45      | 15,5    | 8,0     | 1         | 0         | 0,0       | 0         | 3         | 0      | 0      | 0      | 0      |
| Всего | Всего             | 21   | 49      | 37      | 86      | 23,5    | 12,5    | 1         | 0         | 0,0       | 0         | 5         | 0      | 0      | 0      | 0      |

### Профессиональная карьера
Перед драфтом НФЛ 2021 года издание Bleacher Report оценивало Филлипса как второго пас-рашера класса. Аналитик Джастис Москеда плюсами игрока называл длину и технику работы рук, умение использовать свои сильные качества, надёжность при захватах. Это позволяло ему действовать не только как ди-энду, но и на месте внешнего лайнбекера. Минусами назывались нехватка стартового рывка и недостаточная скорость работы ног.
На драфте «Майами Долфинс» выбрали Филлипса в первом раунде под общим восемнадцатым номером. В июне он подписал с клубом четырёхлетний контракт с возможностью продления на сезон по инициативе команды. Сумма соглашения составила 14 млн долларов.

#### Статистика выступлений в НФЛ

##### Регулярный чемпионат
| Сезон | Команда        | Игры | Захваты | Захваты | Захваты | Захваты | Захваты | Перехваты | Перехваты | Перехваты | Перехваты | Перехваты | Фамблы | Фамблы | Фамблы | Фамблы |
| Сезон | Команда        | Игры | Solo    | Ast     | Tot     | Loss    | Sk      | Int       | Yds       | Y/R       | TD        | PD        | FR     | Yds    | TD     | FF     |
| ----- | -------------- | ---- | ------- | ------- | ------- | ------- | ------- | --------- | --------- | --------- | --------- | --------- | ------ | ------ | ------ | ------ |
| 2021  | Майами Долфинс | 4    | 5       | 6       | 11      | 0       | 0,5     | 0         | 0         | 0,0       | 0         | 0         | 0      | 0      | 0      | 0      |
| Всего | Всего          | 4    | 5       | 6       | 11      | 0       | 0,5     | 0         | 0         | 0,0       | 0         | 0         | 0      | 0      | 0      | 0      |

* На 7 октября 2021